# 桑道茂
桑道茂（?—?），唐朝相士。
桑道茂擅长太一遁甲五行灾异之说。唐肃宗乾元初年，官军在相州围安庆绪，桑道茂在围困中，暗中对人说：“三月壬申西师溃败。”到了那一天，九节度兵全都失败。唐代宗大历年间游京师，唐代宗召他入宫中，待诏翰林。
唐德宗建中初年，他上言：“国家不出三年有大灾难，奉天有王气，应该高筑墙，为王者居，使它可容纳万乘之尊。”唐德宗诏京兆尹严郢发动数千人与神策军修奉天城。盛夏催促完工，人都不知道为什么。朱泚之乱，德宗出逃至奉天，想要桑道茂之言。
李晟为右金吾卫大将军，桑道茂带着一缣去见李晟，再拜行礼：“李公贵盛无比，但是我命在公手，能赦免我吗？”李晟大惊，不明白他的话。桑道茂怀中取出一书，写着自己的姓名，在左面写着：“为贼胁迫。”让李晟写判词，李晟笑道：“想要我写什么？”桑道茂说：“就说批准此状赦免。”李晟勉强同意。已又用缣换李晟衣衫，请在胸襟上题字：“它日为信。”再拜去。桑道茂后来担任朱泚伪官。李晟收复长安，桑道茂与逆徒绑缚旗下，将处刑，出示李晟衣衫和状书。李晟为他上奏，赦免了他的死罪。当时藩镇割据没有安宁之时，桑道茂说：“年号元和，寇盗就翦灭了。”至唐宪宗时应验。
桑道茂住处有两株柏树很茂盛，说：“住所树木茂盛就走，木盛则土衰，土衰则人病。”于是以数十钧铁埋在其下，还说：“以后有人挖开就死。”唐文宗大和年间，温造住在这里，发掘出藏铁，温造即死。
杜佑与杨炎关系好。卢杞忌恨，杜佑害怕，以问桑道茂，他回答：“杜君本年外任，则福寿无边了。”不久拜授饶州刺史，官至司徒。
李泌得病，桑道茂在纸上写：“危险发生在三月二日参加宴会时，国与家吉利而自身危险。”中和节那天，李泌病重，勉强进宫。唐德宗见李泌不能走路，诏令他回家，到家就去世了。当天北军谋乱，被卫士擒斩。
李鹏为盛唐县令，桑道茂说：“李君官位就到这里了，而你的长子官至宰相，次子为大镇节度使，子孙百世。”李鹏去世，其子李石官至宰相，李福历任七镇节度使，诸孙都官运亨通。

## 延伸阅读
[在维基数据编辑]
 《舊唐書·卷191》，出自刘昫《舊唐書》